# 山内敏弘
山内 敏弘（やまうち としひろ、1940年〈昭和15年〉1月3日 - ）は、日本の法学者。一橋大学名誉教授。専門は憲法。「立憲平和主義」研究を主業績とする。法学博士（一橋大学、1967年）。元全国憲法研究会代表。田上穣治門下。弟子に加藤一彦など。

## 経歴
山形県東田川郡大和村出身。愛知県起町立起中学校から愛知県立一宮高等学校を経て、1958年に一橋大学法学部に入学。田上穣治のゼミナールに所属していた。卒業後は一橋大学大学院法学研究科修士課程・同博士課程と進み、1967年9月に博士課程を修了。法学博士（一橋大学）。
1968年4月に獨協大学法学部専任講師となり、1972年4月に同助教授に、1977年4月には同教授に昇任。1983年8月にはドイツ・フランクフルト大学に留学した。
1994年4月には獨協大学名誉教授の称号を受けるとともに、母校の一橋大学に戻り、同法学部教授となる。1995年7月、プリンストン大学客員研究員を務めた。
1999年4月に一橋大学大学院法学研究科教授となり、2000年5月に同法学研究科長・法学部長に就任。2003年4月一橋大学を定年退官し、名誉教授となる。同時に龍谷大学法学部教授に就任。2005年から2010年3月まで龍谷大学大学院法務研究科法務専攻教授。この間法学館憲法研究所客員研究員も務めた。
学外における役職として、日本公法学会理事（1992年 - 2001年）、憲法理論研究会運営委員長（1994年 - 1996年）、全国憲法研究会代表（2001年 - 2003年）を務めている。指導学生に加藤一彦等。
なお、2018年4月7日に東京都北区で開催された九条の会集会にて、｢現行憲法において、自衛隊は公共の福祉に反するから徴兵制は憲法違反になっているが、(自民党のような)自衛隊を明記する憲法改正によって、自衛隊は公共の福祉に適合することになって、徴兵制は合憲となる。｣という自説を披露した。

## 著書

### 単著
- 『平和憲法の理論』（日本評論社、1992年）
- 『人権・主権・平和――生命権からの憲法的省察』（日本評論社、2003年）
- 『立憲平和主義と有事法の展開』（信山社、2008年）

### 共著
- （横田耕一）『現代憲法講座（上・下）』（日本評論社、1985年）
- （古川純）『憲法の現況と展望』（北樹出版, 1989年／新版、1996年）
- （古川純）『岩波市民大学人間の歴史を考える (13) 戦争と平和』（岩波書店、1993年）
- （樋口陽一・辻村みよ子）『憲法判例を読みなおす――下級審判決からのアプローチ』（日本評論社、1994年／改訂版、1999年）
- （太田一男）『現代憲法大系 (2) 憲法と平和主義』（法律文化社、1998年）

### 編著
- 『日米新ガイドラインと周辺事態法――いま「平和」の構築への選択を問い直す』（法律文化社、1999年）
- 『有事法制を検証する――「9・11以後」を平和憲法の視座から問い直す』（法律文化社、2002年）
- 『新現代憲法入門』（法律文化社、2004年）

### 共編著
- （深瀬忠一）『文献選集日本国憲法(14)安保体制論』（三省堂、1978年）
- （いいだもも・星野安三郎・山川暁夫）『憲法読本――改憲論批判と新護憲運動の展望』（社会評論社、1993年）
- （浦田一郎・渡辺治・辻村みよ子）『日本国憲法史年表』（勁草書房、1998年）
- （池田眞規・古川純・松尾高志・丸山重威・吉池公史）『無防備地域運動の源流――林茂夫が残したもの』（日本評論社、2006年）.
- （浦田一郎・辻村みよ子・阪口正二郎・只野雅人）『体系憲法事典［新版］』（青林書院、2008年）